# کشکول (شیرینی)
کشکول، یکی از انواع شیرینی یا دسر ایرانی و ترکی است که از نظر ظاهری به فرنی شباهت دارد. مواد تشکیل دهنده این شیرینی را بادام خلال یا پرک، شیر، آرد برنج، شکر، پودر پسته تشکیل می‌دهند.